# Paleolític magribí
El paleolític magribí o magrebí és el desenvolupament concret del període paleolític al Magrib.
El palelític al Magrib va tenir una etapa de l'acheulià, seguida d'un període mosterià, del qual hi ha molt poques troballes, però perfectament definides.
Després d'això va sorgir, cap al final del Paleolític, l'aterià (cap al 38000 aC a 10000 aC), desenvolupat pel Magrib i el Sàhara, i exclusiu d'aquestes zones. D'aquesta cultura regional, sorgeixen les seves successores: l'iberomaurità (o oranià), el capsià i el keremià (aquest últim propi de l'Algèria occidental).